# Giacomo Nizzolo
Giacomo Nizzolo (ur. 30 stycznia 1989 w Mediolanie) – włoski kolarz szosowy i torowy.

## Osiągnięcia

### Kolarstwo szosowe
Opracowano na podstawie:

2007
- 2. miejsce w GP Dell'Arno

2011
- 3. miejsce w Rund um Köln
- 2. miejsce w ProRace Berlin
- 1. miejsce na 5. etapie Bayern Rundfahrt

2012
- 1. miejsce w Tour de Wallonie
  - 1. miejsce w klasyfikacji młodzieżowej
  - 1. miejsce na 3. etapie
- 1. miejsce w klasyfikacji punktowej Eneco Tour
  - 1. miejsce na 5. etapie
- 3. miejsce w Vattenfall Cyclassics
- 1. miejsce na 3. etapie Tour du Poitou-Charentes

2013
- 1. miejsce w klasyfikacji punktowej Volta ao Algarve
- 1. miejsce w klasyfikacji punktowej Tour de Luxembourg
  - 1. miejsce na 2. i 3. etapie
- 2. miejsce w GP Ouest-France

2014
- 1. miejsce na 3. etapie Tour de San Luis
- 1. miejsce na 2. etapie Tour de Wallonie
- 2. miejsce w Vattenfall Cyclassics
- 3. miejsce w Paryż-Bourges

2015
- 1. miejsce w Gran Premio Nobili Rubinetterie
- 1. miejsce w klasyfikacji punktowej Giro d'Italia
- 3. miejsce w Vattenfall Cyclassics
- 3. miejsce w Tre Valli Varesine
- 3. miejsce w Paryż-Bourges

2016
- 2. miejsce w Dubai Tour
- 1. miejsce w klasyfikacji punktowej Tour of Croatia
  - 1. miejsce na 1. i 3. etapie
- 1. miejsce w klasyfikacji punktowej Giro d'Italia
- 1. miejsce w Grosser Preis des Kantons Aargau
- 1. miejsce w mistrzostwach Włoch (start wspólny)
- 3. miejsce w EuroEyes Cyclassics
- 1. miejsce w Coppa Bernocchi
- 1. miejsce w Giro del Piemonte
- 5. miejsce w mistrzostwach świata (start wspólny)
- 1. miejsce na 1. etapie Abu Dhabi Tour

2017
- 1. miejsce na 2. etapie Hammer Limburg (drużynowo)

2018
- 1. miejsce na 7. etapie Vuelta a San Juan
- 3. miejsce w RideLondon-Surrey Classic

2019
- 1. miejsce na 6. etapie Tour of Oman
- 1. miejsce na 5. etapie Dirka po Sloveniji
- 1. miejsce na 1. etapie Vuelta a Burgos
- 3. miejsce w EuroEyes Cyclassics

2020
- 1. miejsce na 5. etapie Tour Down Under
- 2. miejsce w Race Torquay
- 2. miejsce na Kuurne-Bruksela-Kuurne
- 1. miejsce na 2. etapie Paryż-Nicea
- 2. miejsce w Circuito de Getxo
- 1. miejsce w mistrzostwach Włoch (start wspólny)
- 1. miejsce w mistrzostwach Europy

2021
- 1. miejsce w Clásica de Almería
- 2. miejsce w Gandawa-Wevelgem
- 1. miejsce na 13. etapie Giro d’Italia
- 1. miejsce w Circuito de Getxo
- 2. miejsce w Giro del Piemonte

2022
- 3. miejsce w Trofeo Alcudia-Port d'Alcudia
- 3. miejsce w Clásica de Almería
- 2. miejsce w Heistse Pijl
- 1. miejsce w klasyfikacji punktowej Vuelta a Castilla y León
  - 1. miejsce na 1. etapie

2023
- 1. miejsce w Tro Bro Leon

### Kolarstwo torowe
Opracowano na podstawie:
2007
- 3. miejsce w mistrzostwach świata juniorów (wyścig drużynowy na dochodzenie)

## Rankingi

### Kolarstwo szosowe
| Rok              | 2010 | 2011 | 2012 | 2013 | 2014 | 2015 | 2016 | 2017  | 2018 | 2019 | 2020 | 2021 | 2022 | 2023 | 2024 |
| ---------------- | ---- | ---- | ---- | ---- | ---- | ---- | ---- | ----- | ---- | ---- | ---- | ---- | ---- | ---- | ---- |
| UCI World Tour   |      | 98.  | 65.  | 59.  | 48.  | 56.  | 58.  | 303.  | 84.  |      |      |      |      |      |      |
| World Ranking    |      |      |      |      |      |      | 14.  | 1161. | 139. | 112. | 24.  | 21.  | 92.  | 165. | 780. |
| UCI Europe Tour  | 513. |      |      |      |      |      | 15.  | 1287. | 781. | 92.  | 21.  | 18.  | 77.  | -    | -    |
| UCI Asia Tour    | -    |      |      |      |      |      | 3.   | -     | 357. |      |      |      |      |      |      |
| UCI America Tour | -    |      |      |      |      |      | -    | -     | 218. |      |      |      |      |      |      |
|                  |      |      |      |      |      |      |      |       |      |      |      |      |      |      |      |
| Źródło: UCI      |      |      |      |      |      |      |      |       |      |      |      |      |      |      |      |